# Canonical XML
Canonical XMLとは、XMLのプロファイル又はサブセットである。あらゆるXML文書はCanonical XMLに変換することができるが、詳しく言及すれば、一般に「重要である」と考えられていない表記の違いは標準化され取り去られてしまう。故に、2つのXML文書をCanonical XMLに変換し比較すれば、小さな表記の違いを省き、2つが論理的に「同じ文書」であるかどうかを容易に判別することができる。
例えば、XMLの仕様では、開始タグの様々な場所に空白が挿入されることを認めている。
表記の違いが何らかの意味を持つことはめったにないので、次の2つのXML文書は同等であると考えられる。
```
    
<p
 
class=
"a"
 
secure=
"1"
>

```

```
    
<p
     
secure   =
 
"1"

             
class=
'a'
   
>

```

任意のXMLドキュメントをCanonical XMLに変換する際に、属性は標準の順序は属性名によってアルファベット順に並べられ、標準的なスペース、クォーテーションで表記される。したがって、上記の2番目の文書は1番目に変換される。
Canonical XMLは他にも多くの規定をしている。例えば、
- UTF-8によってエンコードされていること
- 行の最後尾は、0x0Aを使用することによって示すこと
- 属性値における空白は省略されるということ
- 実体参照は展開される
- CDATAセクションは使用できない
- 空要素は特別な記法を用いず、開始タグ、終了タグともに用いること
- 属性値を正規化すること
- 余計な・XML宣言、DTD宣言を削除すること

XML文書のCanonical XMLへの変換は、冪等である。 すなわち、最初の変換はオリジナルの文書と異なった文字列を返すが、それ以上、繰り返し変換しても変化はおこらないということである。
W3Cによると、2つのXML文書のCanonical XMLが同一ならば、2つの文書は任意のアプリケーション（いくつかの珍しいケースを除く）において論理的に同等である。
しかしながら、セマンティックスに着目する場合は、通常のCanonical XMLでの論理的同等という範囲を越えている。例えば、 ステガノグラフィシステムでは、空白、属性、クォーテーション、属性の順序、16進数で文字参照するか、10進数で文字参照するかなどの意味のある情報を省略してしまう。 Canonical XMLへの変換は、そのような専門的なセマンティックスを明らかに失くしてしまう。 一方、大文字と小文字表記、古典的表記と現代的表記などの点で違うXML文書とされていたものは、Canonical XMLでは、そのような違いは無視され、同じとされる。